# Büşra Yılmaz
Büşra Yılmaz (* 22. Juni 1994 in Tokat) ist eine türkische Drehbuchautorin und Schriftstellerin.

## Leben und Karriere
Büşra Yılmaz wurde am 22. Juni 1994 in Tokat geboren. Ihr erstes Buch 4N1K veröffentlichte sie 2015. Das Buch wurde in der Türkei ein Besteller und es wurden in der ersten Woche über 100.000 Stück verkauft. Yılmaz bekam 2016 die Auszeichnung Elele Avon Kadın Ödülleri als Autorin des Jahres. 2017 schrieb sie das Drehbuch für den Film 4N1K. 2018 kam ihr zweites Buch 4N1K-2: On İkiden Sonra raus. Im selben Jahr war sie als Drehbuchautorin für die Serie 4N1K İlk Aşk zuständig. 2022 hat sie das Buch Aşkın -De Hâli veröffentlicht.

## Filmografie
Filme
- 2017: 4N1K
- 2019: 4N1K 2

Serien
- 2018: 4N1K İlk Aşk
- 2019: Külahta Erimis Dolunay
- 2019: 4N1K Yeni Başlangıçlar

## Werke
- 2015: 4N1K (Roman)
- 2016: Ölüme Fısıldayan Adam (Roman)
- 2018: 4N1K-2: On İkiden Sonra (Roman)
- 2019: Kibrit Çöpü Mezarlığı  (Roman)
- 2022: Aşkın -De Hâli (Roman)